# Чимилдик
Чимилди́к (узб. Chimildiq; тадж. Чимилдиқ) — похожий на шатёр занавес из специальной ткани (обычно белого цвета), вывешиваемый в углу комнаты, где по узбекской и таджикской традиции должны провести первую брачную ночь молодожёны. Чимилдик вывешивается в комнате, в доме у жениха, в котором в дальнейшем будут жить молодожёны. По традиции — чимилдик — это место, куда жених и невеста должны зайти непорочными и очищенными.
Обычно тканью чимилдика служит специальная ткань (в некоторых регионах называется сюзане, чок, парда). Чимилдик вешается в углу комнаты, тем самым создаётся трёхугольное пространство.
Название чимилдик одинаково распространено среди узбеков и таджиков. Однако, в некоторых регионах Узбекистана и Таджикистана, чимилди́к называется несколько по другому. Например, в Хорезмском вилояте Узбекистана называется кушана́ (узб. ko'shana), в некоторых других регионах Узбекистана называется гушанка́ или гушанга́ (узб. go'shanka / go'shanga). В некоторых регионах Таджикистана называется чимили́к или чимилли́к (тадж. чимилиқ / чимиллиқ).
Обычай вешать чимилдик распространено почти во всех регионах Узбекистана и Таджикистана (за исключением Горно-Бадахшанской автономной области и некоторых других горных районов), а также среди узбеков и таджиков, проживающих в соседних странах (Туркменистан, Казахстан, Кыргызстан, Афганистан). Чимилдик обычно вешается у дома жениха, но в некоторых регионах Узбекистана и Таджикистана, например в Самарканде, Бухаре Кашкадарьинском и Сурхандарьинском вилоятах Узбекистана, в некоторых частях Согдийского вилоята Таджикистана чимилдик сначала вешается у дома невесты, а потом, после окончания свадьбы, переводится в дом жениха. Обычно, чимилдик убирается на следующий же день после первой брачной ночи, а в некоторых регионах держится два или три дня, и даже до сорока дней (так называемая чилла, то есть сорок дней в переводе с таджикского языка). В древние времена, из ткани чимилдика шились подушки и одеяла для ребёнка молодожёнов.
У таджиков имеется обычай под названием парчабурон, в котором коллективно шьётся материал для чимилдика.

## Обычаи, связанные с чимилдиком
По традиции, в некоторых регионах, женщин со стороны жениха приглашают в комнату с чимилдиком и угощают сладостями, фруктами и кушаньями, и через некоторое время подают горячее блюдо (например, в Бухаре подается оши-орд — суп с лапшой, в некоторых регионах плов или другие блюда). После трапезы, самые старшие и почитаемые женщины заводят невесту в чимилдик, читая при этом специальную песню, которая в разных регионах называется по-разному (Саломнома, Келин-салом и т. п.). После, в некоторых регионах друзьям жениха даётся пояндо́з (специальная ткань), который они крепко держат с двух сторон, а жених должен, выпрыгнув через него, пройти в чимилдик к невесте. Некоторыми это считается символическим препятствием, которое жених должен преодолеть, чтобы добиться невесты.
Во многих регионах, после жениха с невестой, в чимилдик заходит женщина или женщины с двумя зажжёнными свечами, которыми три раза обводится вокруг голов молодоженов, а также вокруг чимилдика, а после этого, с помощью зеркала, женщины показывают молодожёнам друг друга. По традиции, в специальное зеркало никто не должен был смотреть до молодожёнов. После этого, жених на кончике пальца (часто это мизинец) три раза (варьируется от региона к региону) сам ест мёд, а потом угощает невесту. В некоторых регионах жених сначала угощает невесту, а потом ест сам, а в других регионах и невеста своими пальцами угощает жениха мёдом.
В некоторых регионах, на правую руку невесты надеваются недорогое украшение или часы, а после, женщина или женщины подают жениху сладости на специальной ткани (часто это простой дастархан), которыми жених должен наполнять карманы, а также даются четыре лепёшки, которые ставятся под руки жениха по две штуки с обеих сторон. По традиции, это означает уважение молодожёнов друг друга, как уважают хлеб. В некоторых регионах, жениху указывается наступить одной ногой на ногу невесты. По традиции, это означает главенство мужа над женой. Если вместо жениха первым это будет делать невеста, то это в некоторых регионах считается дурным тоном. В некоторых регионах, после того как жених наступил на ногу невесты, допускается ответное действие со стороны последней. После этого, в некоторых регионах женщинами поются песни с целью посадить жениха (до этого молодожёны стоят во время вышеуказанных обычаев).
После совершённых обычаев женщины дают друзьям жениха и детям сладости и лепёшки, а иногда и деньги. После этого, друзья жениха, родственники и другие приглашённые гости сыпят над молодожёнами сладости, и иногда деньги, символично провожая их к супружеской жизни. В тот же день, обычно вечером, родственники жениха (так как хозяева — они), подают гостям горячее блюдо (в некоторых регионах это машкичири — машовая каша или суп, в других плов или другое блюдо). После окончания трапезы, гости расходятся по своим домам, а со стороны невесты на ночь остаются её тёти или другие родственницы. На следующий день, приходят навестить невесту её родственники с привезёнными кушаньями (во многих регионах это самса или сладости). В некоторых регионах проводится мероприятие под названием рубинони́ (с таджикского языка буквально переводится как смотрины лица или просто смотрины). Невеста одевается в национальный свадебный наряд, а родственники жениха (а иногда и родственники невесты) дарят ей свои подарки. Через несколько дней (обычно на завтрашний день или через два или три дня, а в некоторых местах даже через сорок дней), приходят родственники невесты и снимают чимилдик.